# Mount Heg
Mount Heg ist ein rund 2000 m hoher, wuchtiger und vereister Berg im Norden des ostantarktischen Viktorialands. In den Victory Mountains bildet er das südliche Ende eines Ausläufers des westlichen Abschnitts des Malta-Plateaus. Begrenzt ist er im Westen durch den Seafarer- im Süden durch den Mariner- und im Osten durch den Potts-Gletscher.
Der Berg ist erstmals auf einer neuseeländischen Landkarte aus dem Jahr 1960 verzeichnet, die anhand von Luftaufnahmen der United States Navy entstand. Das Advisory Committee on Antarctic Names benannte ihn 1972 nach James E. Heg (1919–2015), Leiter für Planung und Koordination des Polarprogramms bei der National Science Foundation.